# 仁淀川河口大橋
仁淀川河口大橋（日语：／）是日本高知縣的一座公路桥梁，位于高知市和土佐市的交界处，跨越仁淀川河口，承载高知県道23号須崎仁ノ線，1974年8月开工，1977年3月31日通车。